# Benzozia Corona
Benzozia Corona est une corona, formation géologique en forme de couronne, située sur la planète Vénus par 27,5° N et 204,5° E. Elle est localisée dans le quadrangle de Ganiki Planitia. Elle a été nommée en référence à Benzozia, déesse mère basque. 

## Géographie et géologie
Benzozia Corona couvre une surface circulaire d'environ 185 km de diamètre. 